# Zingiber ventricosum
Zingiber ventricosum là một loài thực vật có hoa trong họ Gừng. Loài này được Lin Bai, Jana Leong-Škorničková, Nian He Xia và Yu Shi Ye miêu tả khoa học đầu tiên năm 2016.

## Mẫu định danh
Mẫu định danh: Bai L. 14082601; thu thập ngày 26 tháng 8 năm 2014, cao độ 780 m, tọa độ 22°33′0″B 101°23′0″Đ / 22,55°B 101,38333°Đ, gần sông Phổ Văn, lâm trường Phổ Văn, trấn Phổ Văn, Cảnh Hồng, Tây Song Bản Nạp, Vân Nam, Trung Quốc. Mẫu holotype lưu giữ tại Vườn Thực vật Hoa Nam ở Quảng Châu (IBSC), các mẫu isotype lưu giữ tại Vườn Thực vật Hoàng gia Edinburgh (E), Viện Thực vật Côn Minh (KUN), Vườn Thực vật Singapore (SING) và Viện Smithsonian ở Washington D.C. (US).

## Từ nguyên
Tính từ định danh ventricosum (giống đực: ventricosus, giống cái: ventricosa) là tiếng Latinh nghĩa là u lên, phồng lên, nở ra, to béo, béo tốt; ở đây là để nói tới đặc điểm các lá bắc lồi, phồng ở đáy của loài này.

## Phân bố
Loài này đặc hữu tỉnh Vân Nam, Trung Quốc.

## Phân loại
Z. ventricosum thuộc tổ Cryptanthium.

## Mô tả
Z. ventricosum tương tự như Z. oligophyllum, Z. thorelii và Z. xishuangbannaense ở chỗ có lưỡi bẹ tiêu giảm nhiều, thường có cuống lá và hình dạng hoa thuôn dài, bầu nhụy nhẵn nhụi. Tuy nhiên, Z. ventricosum dễ dàng phân biệt với ba họ hàng này của nó ở chỗ có các cuống cụm hoa thẳng đứng và các lá bắc lồi, phồng ở đáy và nhọn thon tỏa rộng ở đỉnh. Cùng nhau chúng tạo ra tổ hợp Z. oligophyllum. Tổ hợp này có sự phân bố địa lý khá rộng, kéo dài từ miền nam Trung Quốc đến Thái Lan, Lào, miền nam Việt Nam và đến Đài Loan.